# Ben Koller
Ben Koller (29 de julho de 1980) é o baterista da banda de hardcore, Converge. Além de tocar no Converge, Ben tocou no Cave In durante um tempo, toca na banda de grindcore Force Fed Glass, na banda chamda Acid Tiger, e em sua nova banda formada com o vocalista do The Hope Conspiracy (Kevin Baker) chamada: All Pigs Must Die. O músico é vegetariano e apóia fielmente a causa.